# Petaurista elegans
Petaurista elegans es una especie de roedor de la familia Sciuridae.

## Distribución geográfica
Se encuentran en China, India, Indonesia, Laos, Malasia, Birmania, Nepal y Vietnam.